# Église de São Jorge (Lisbonne)
 (septembre 2024).
L'Église de São Jorge une congrégation anglicane de langue anglaise à Lisbonne, au Portugal. Elle est localisée Rua São Jorge, au nord du Jardin d'Estrela.

## Histoire
En 1654, un traité entre Oliver Cromwell d'Angleterre et le roi João IV engage le Portugal à respecter la religion de la communauté britannique et prévoit un lieu pour enterrer ses morts. Le cimetière des Anglais de Lisbonne sera ouvert en 1724 : le premier enterrement a été celui de Francis La Roche, un réfugié huguenot mort en 1724. Le cimetière abrite les tombes de l'écrivain Henry Fielding, l'écrivain d'hymnes Philip Doddridge, le marchand David de Pury, l'astronome allemand Karl Rümker, et le diplomate américain Thomas Barclay. Le cimetière comprend 31 tombes de guerre du Commonwealth : cinq de la Première Guerre mondiale et 26 de la Deuxième. L'ex régent de Hongrie, l'amiral Miklós Horthy, mort en exil au Portugal, a été enterré dans le cimetière. Il a été visité par George Borrow, qui la mentionne dans La Bible en Espagne.

## Construction
Les Anglicans au Portugal ont sollicité l'autorisation de bâtir une église, mais jusqu'au XIXe siècle l'Inquisition portugaise a réussi que le roi ne  l'accorde pas. Une première église de São Jorge a été bâtie dans le cimetière des Anglais en 1822. Cette église a été consacrée en 1843 mais a été détruite par un tremblement de terre en 1859,. Elle a été reconstruite, mais incendiée en 1886. L'église actuelle a été consacrée en 1889. Elle est style néo-roman avec narthex, arcades aveugles et rosace sur sa façade ouest.

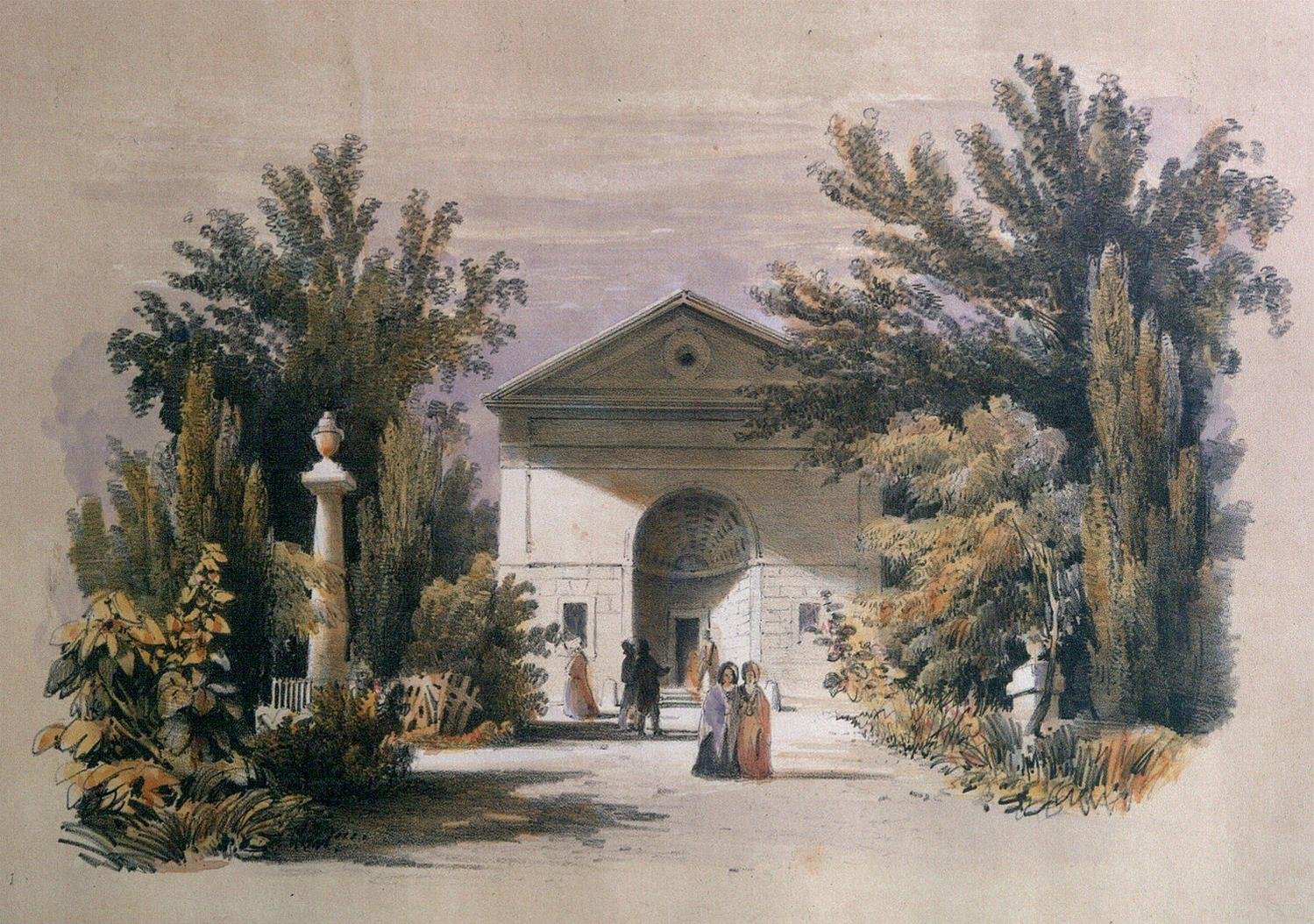
L'église originale, bâtie en 1822 et détruite par un incendie en 1886.

En 1984 l'église de São Jorge a fusionné avec l'Église de San Paolo, à Estoril, pour former la Grande Capellanía de Lisbonne. Elle fait partie du Diocèse de l'Église d'Angleterre en Europe.